# R Serpentis

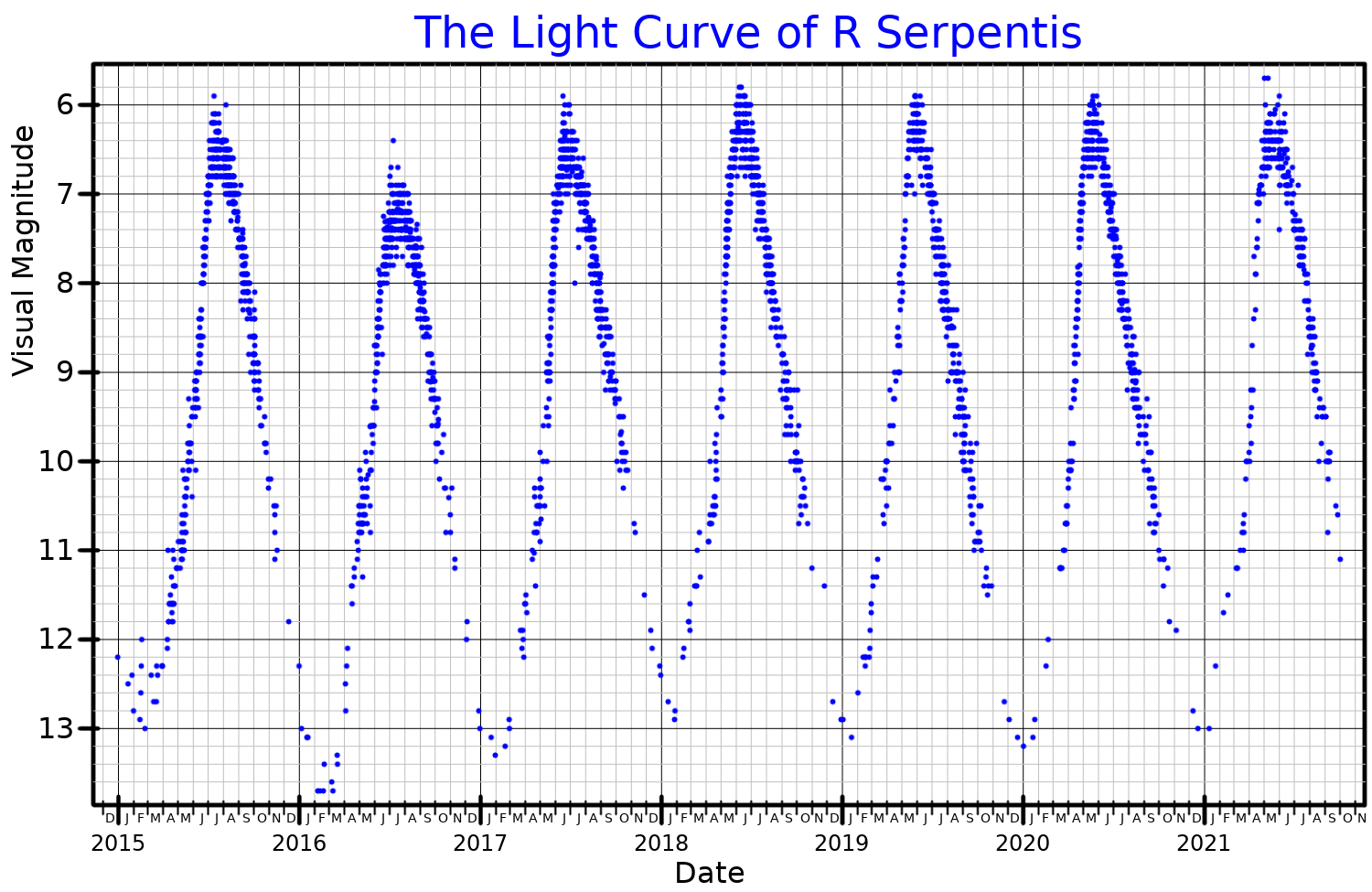
Curva de luz de R Serpentis a partir de datos de banda V de AAVSO

R Serpentis (R Ser / HD 141850 / HR 5894 / HIP 77615) es una estrella variable en la constelación de Serpens, situada a 1,2° ESE de β Serpentis, en Serpens Caput. Su variabilidad fue descubierta por el astrónomo Karl Ludwig Harding en 1826, aunque ya figura en una carta estelar de Joseph Lepaute Dagelet de 1783.
R Serpentis es una estrella variable Mira cuya magnitud aparente varía entre +5,16 y +14,4 en un período de 356,41 días. El mínimo tiene lugar transcurrido el 59% del período después del máximo brillo; esta propiedad es conocida a veces como «fase» de 0,59. Como otras variables Mira, R Serpentis es una gigante roja oscura, cuyo tipo espectral varía de M6IIIe cerca del máximo a M8IIIe cerca del mínimo. Este tipo de variables son estrellas pulsantes con largos períodos de oscilación, que van desde los 80 hasta los 1000 días.
Aunque de acuerdo a la nueva reducción de los datos de paralaje del satélite Hipparcos, R Serpentis se encuentra a 682 años luz del sistema solar, otro estudio ofrece una distancia mucho mayor próxima a los 1500 años luz.
La medida de su diámetro angular en banda V es de 16 milisegundos de arco, si bien el error en dicha medida es de casi el 50%; esta cifra, considerando que la distancia a la que se encuentra es de 682 años luz, permite evaluar de forma aproximada su radio, resultando ser unas 360 veces más grande que el del Sol.